# Tøyen

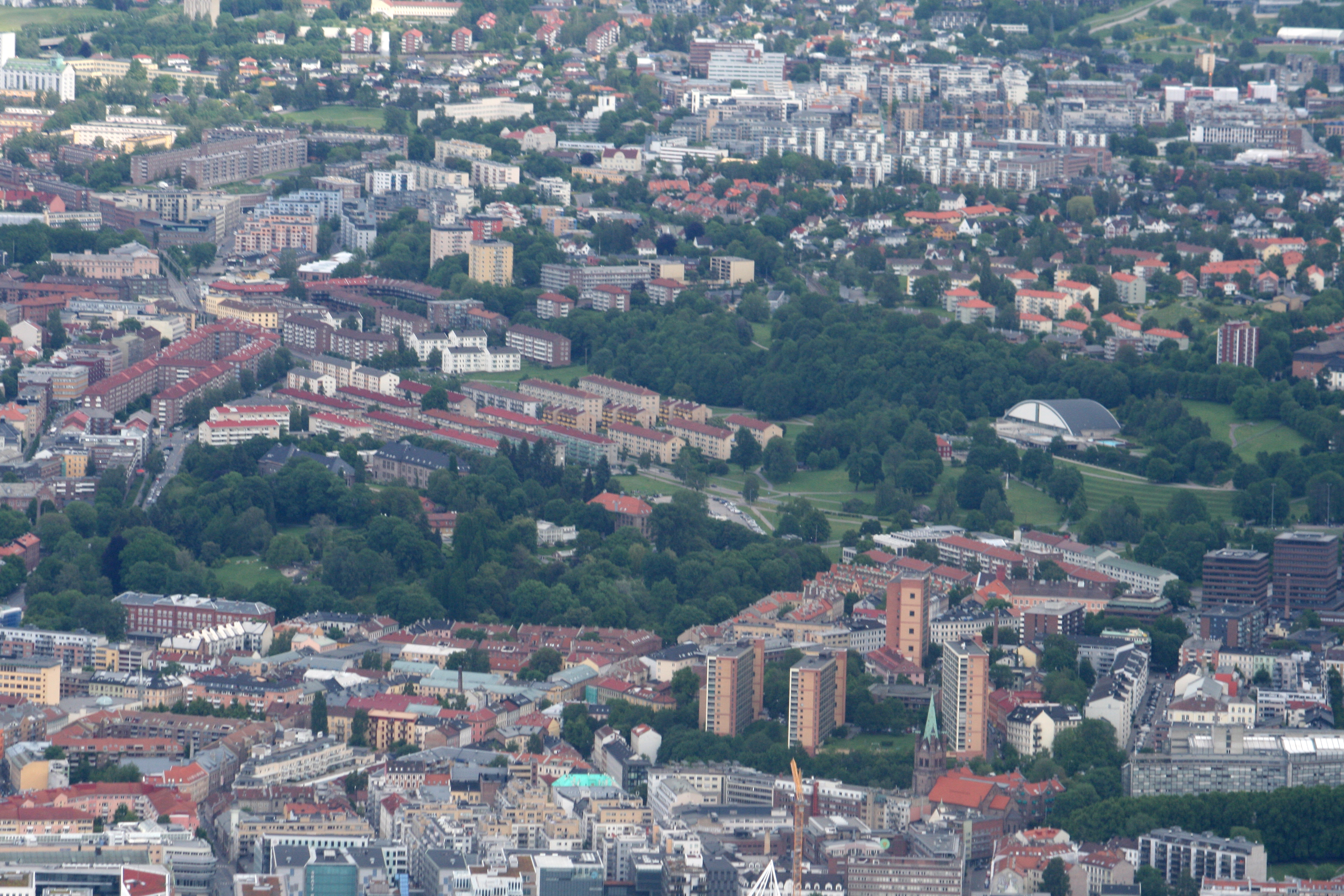
Pohled na severní část čtvrti, v popředí výškové domy na Enerhaugen, vlevo Tøyenhagen, vpravo Tøyen senter, mezi nimi Tøyenbadet

Tøyen je čtvrť v centrální části Osla, ve východní polovině města. Z větší části náleží k obvodu Gamle Oslo, ale její severní část s Tøyenparken náleží k obvodu Grünerløkka. Leží mezi obytnými čtvrtěmi Kampen a Rodeløkka na severu a východě, na jihu sousedí se čtvrtí Grønland.

## Historie
Čtvrť je pojmenována po panském dvoře Tøyen hovedgård zmiňovaném již ve středověku. Jeho jméno vychází ze severského Tǫðin, složeniny slov tað „hnůj“ a vin „louka, niva“, odkazující na úrodnost zdejší půdy. V roce 1812 získal statek král Frederik VI., který ho převedl na jím právě založenou univerzitu v Oslo, respektive v Christianii. Původně měla na pozemku stát i samotná univerzita, nakonec zde ale bylo postaveno jen bydlení pro její profesory.
V polovině 19. století také začala v okolí statku vznikat dřevěná zástavba a v roce 1878 byla celá oblast připojena k Oslo. Poté počala vznikat zděná zástavba, zahrnující například obecní byty stavěné od roku 1913. Další výstavba probíhala především ve 30. letech a mezi lety 1938 a 1954 se stavěly družstevní domy Tøyenjordene.

## Významná místa
- Tøyenhagen, park na pozemku bývalého Tøyen hovedgård. Sídlí v něm Botanisk hage og museum – Botanická zahrada a muzeum a Naturhistorisk museum – Muzeum přírodní historie.
- Heibergløkken, profesorský dům postavený v roce 1847 ve švýcarském stylu, od 60. let 20. století mateřská školka[2]
- základní školy Tøyen skole (založená roku 1882), Vahl skole (1895) a Lakkegata skole (1899)
- železniční stanice Tøyen založená roku 1904
- kostel Tøyen kirke založený roku 1907
- trafostanice Tøyen Trafostasjon z roku 1915 přestavěná na kulturní centrum
- Lille Tøyen Hageby, družstevní bytové domy z let 1916 až 1922
- Munchovo muzeum, otevřeno roku 1963 a od roku 2019 přestěhované do nové budovy ve čtvrti Bjørvika[3]
- Tøyenparken v kterém se nachází například krytý plavecký areál Tøyenbadet
- Stanice metra Tøyen z roku 1966 na samotném jihu čtvrti
- Tøyen senter z let 1968-1980 s obchody, kancelářemi a restauracemi.

## Galerie

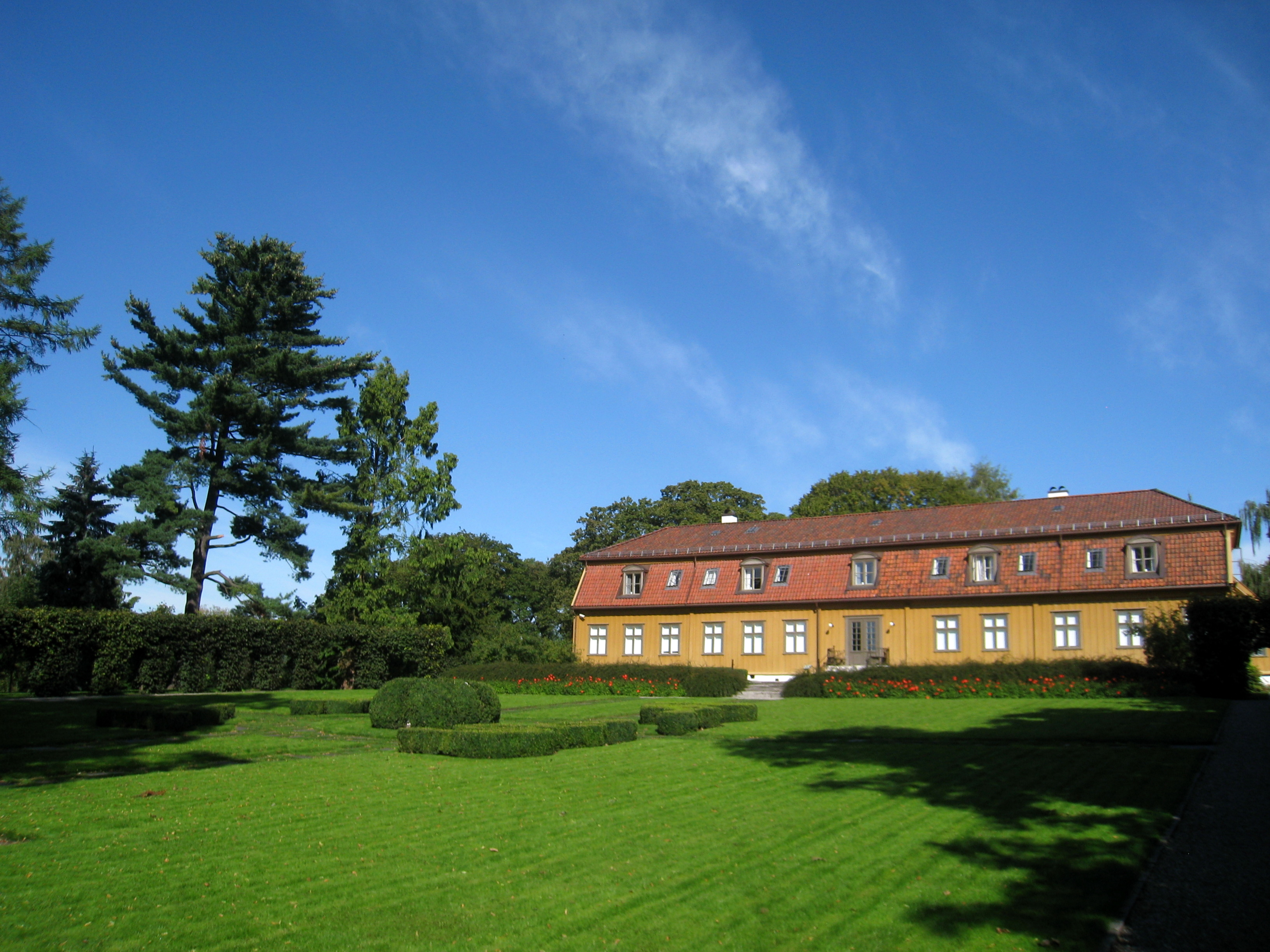
Hlavní budova usedlosti Tøyen hovedgård. Poprvé zmíněná roku 1721, postavená na sklepení z počátku 17. století, dvoupodlažní a obložená dveřem. Dnes součást Botanické zahrady.
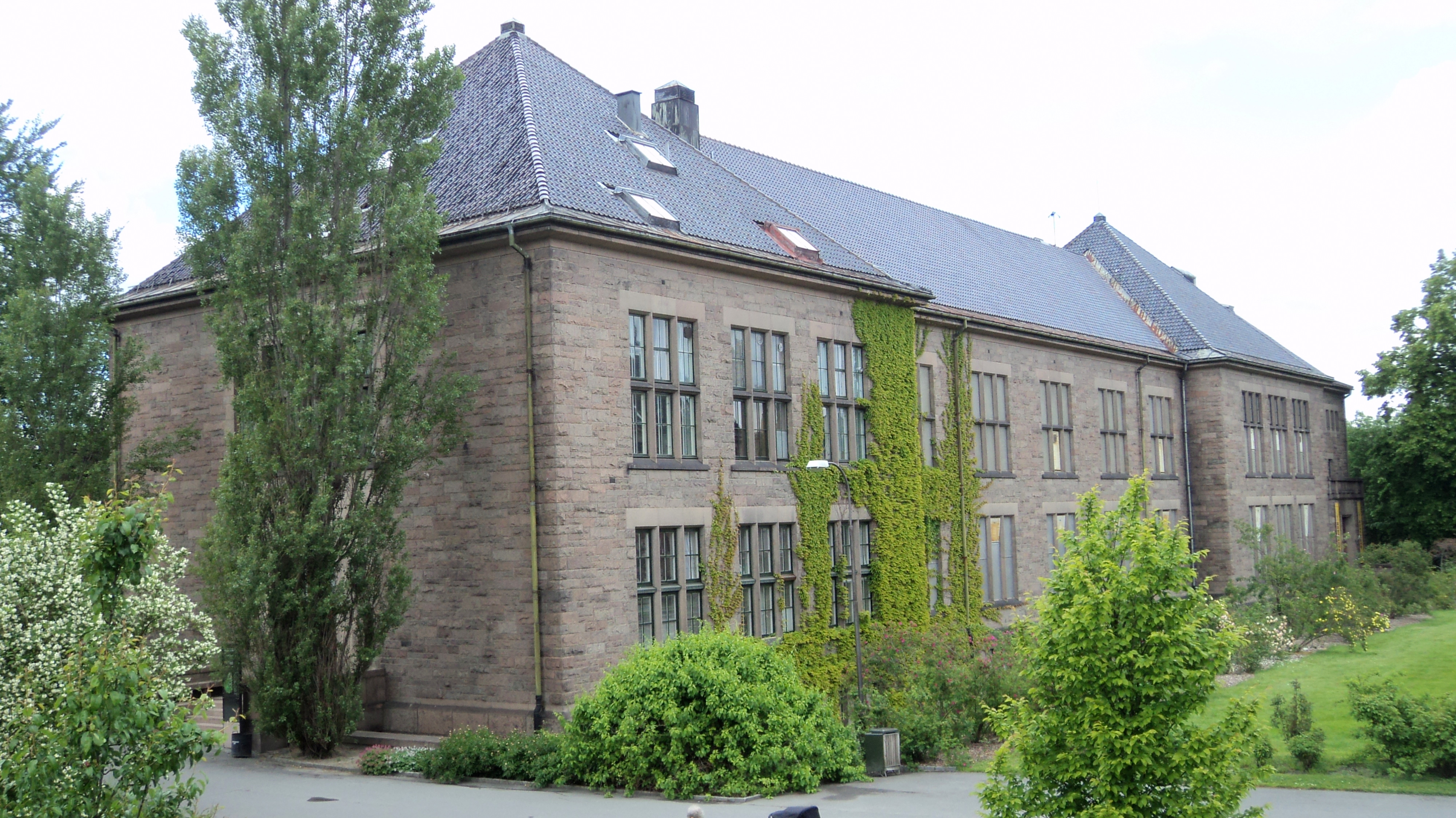
Zoologické muzeum, součást Muzea přírodní historie
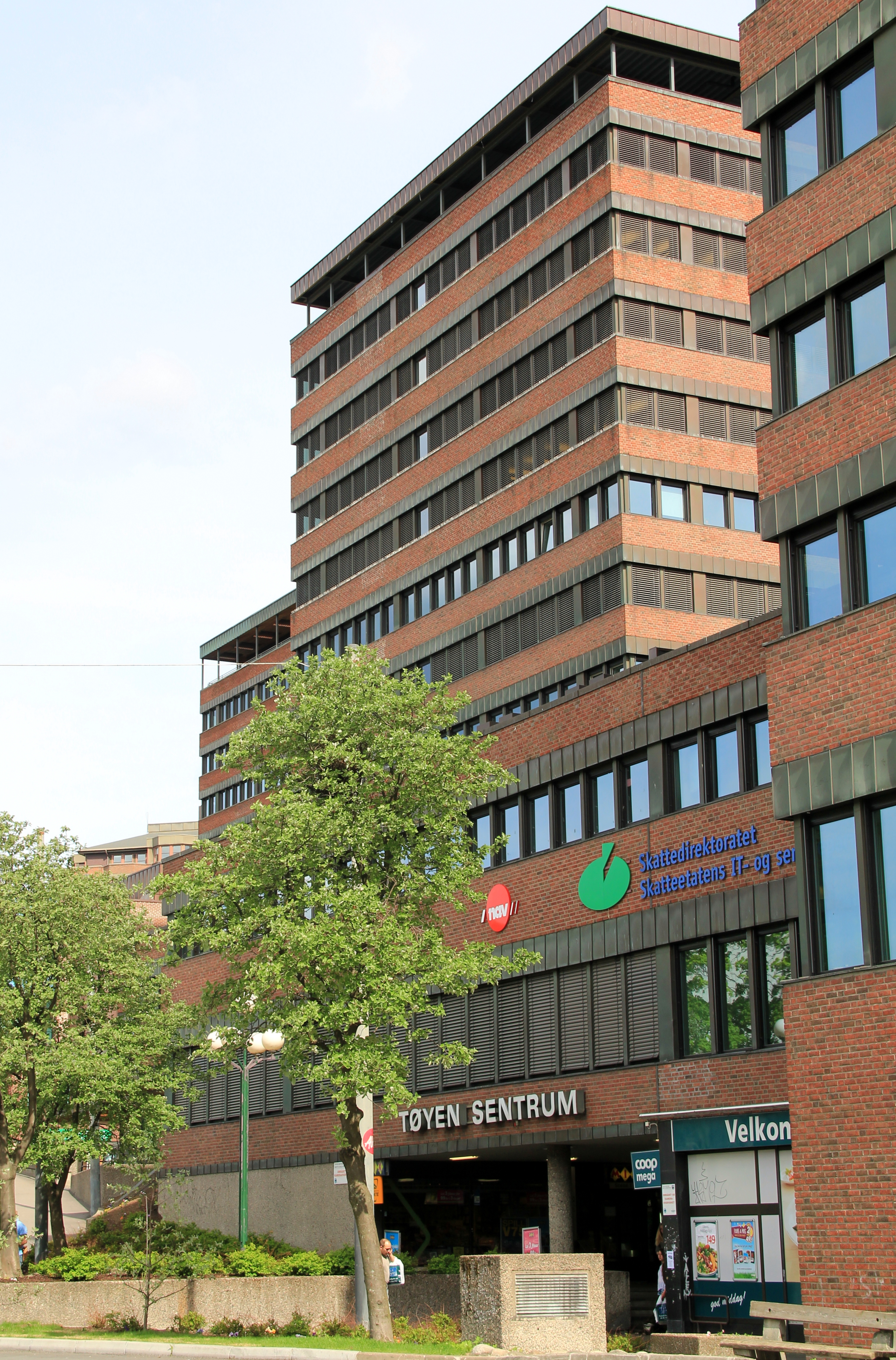
Z Tøyen sentrum
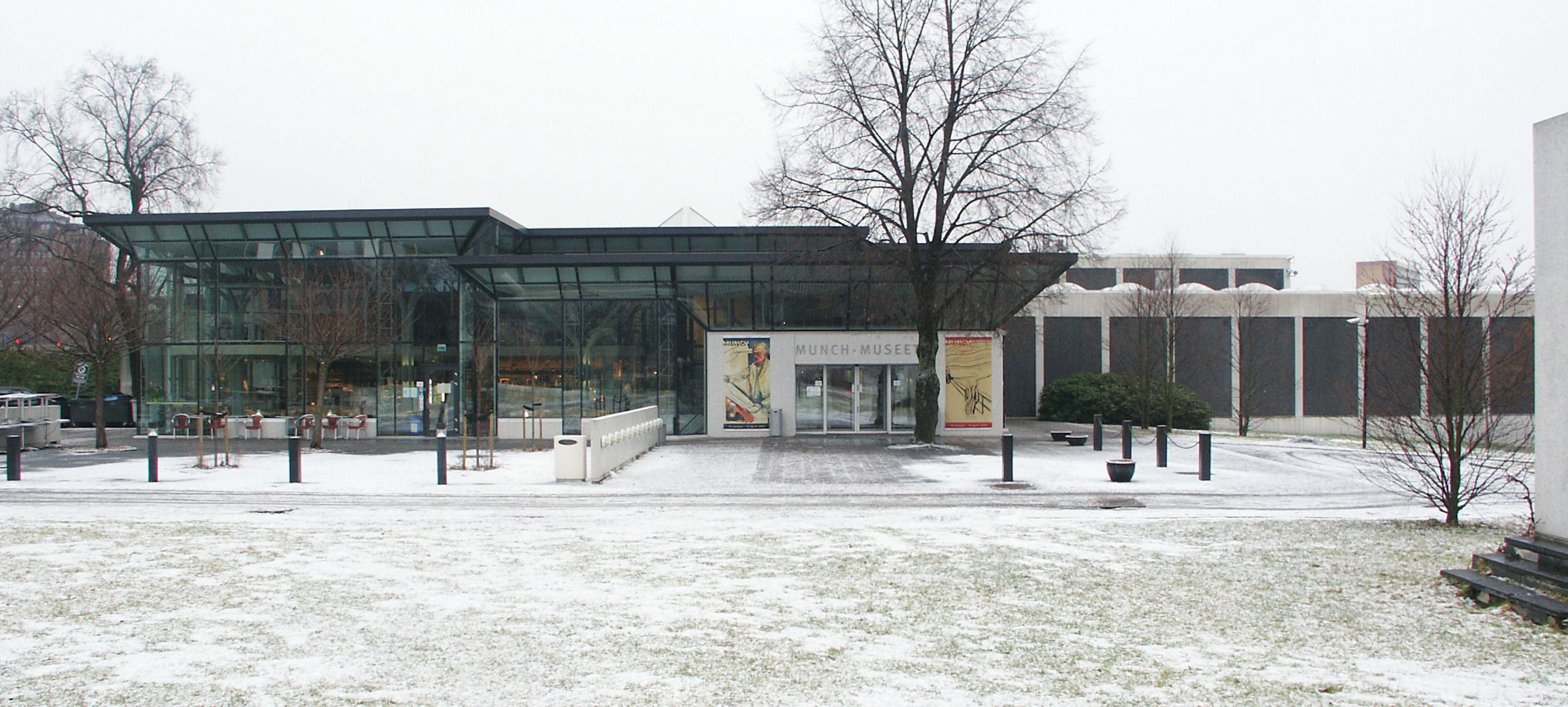
Bývalé Munchovo muzeum v Tøyen
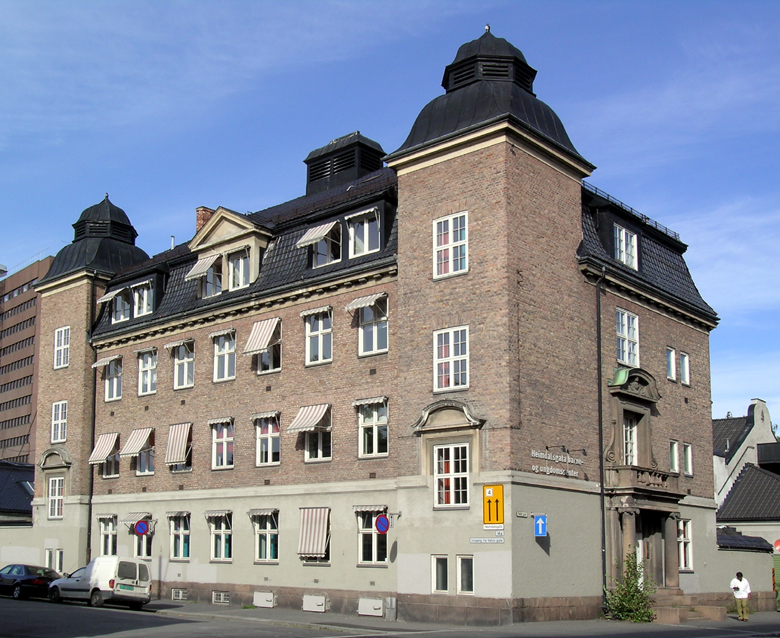
Heimdalsgata 14b, budova z roku 1914
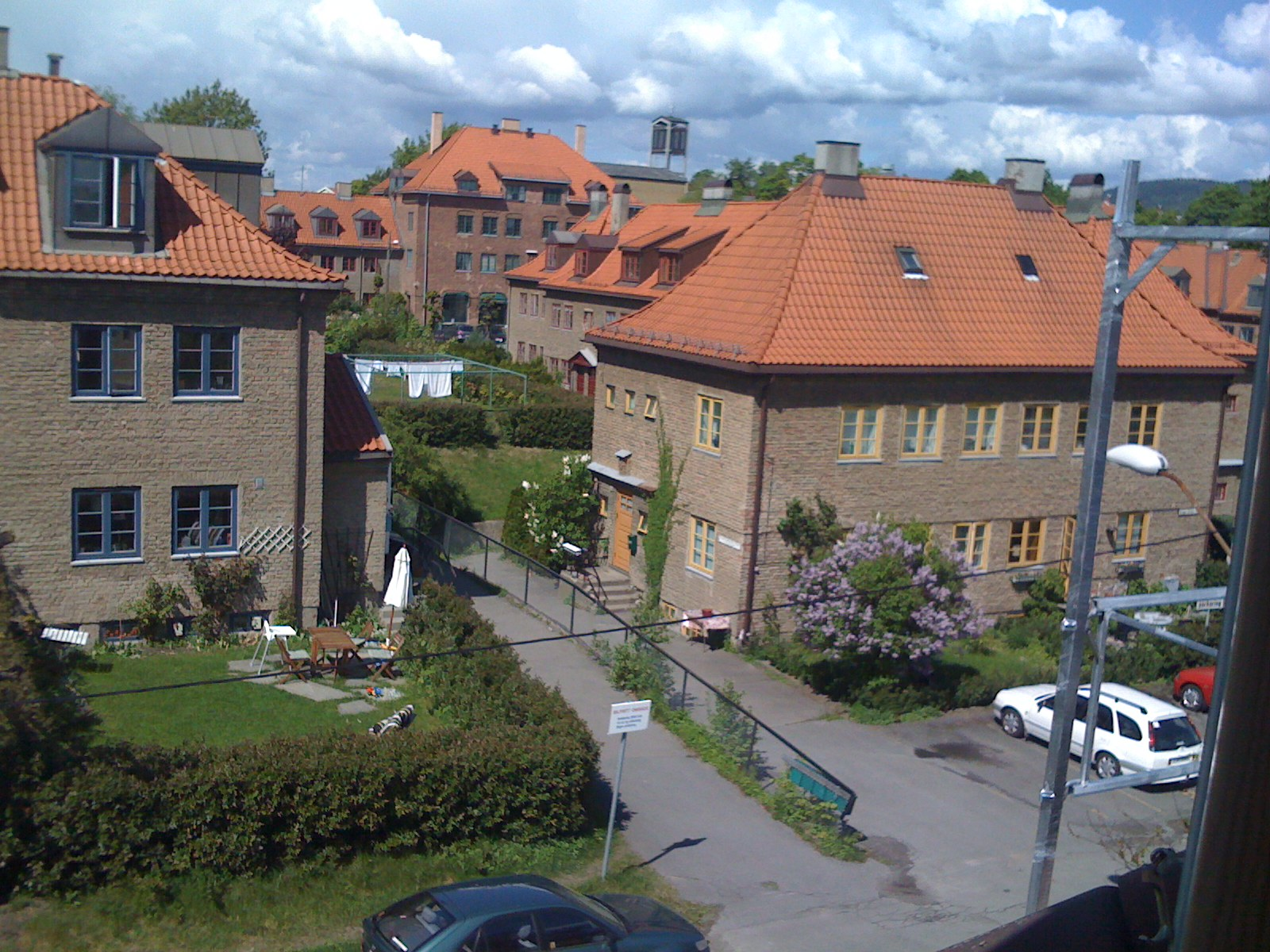
Družstevní domy v Lille Tøyen